# Annette Deeken
Annette Deeken (* 23. November 1954 in Burgsteinfurt) ist eine deutsche Kulturjournalistin und Medienwissenschaftlerin.

## Werdegang
Annette Deeken studierte Geschichte, Germanistik und Philosophie. 1978 machte sie ihr Staatsexamen für das Lehramt „mit Auszeichnung“. 1983 wurde sie mit einer Arbeit zu Karl Mays Abenteuertourismus an der Universität Marburg zum Dr. phil. promoviert.
Als Kulturjournalistin veröffentlichte sie u. a. in der "Oberhessischen Presse", der "Neuen Ärztlichen" (herausgegeben von der FAZ GmbH), im "Hessischen Rundfunk" HR 2, im "Norddeutschen Rundfunk". Von 1984 bis 1993 war sie fest angestellte Redakteurin der Frankfurter Allgemeinen Zeitung (FAZ). Dort arbeitete sie zunächst in der Redaktion „FAZ-Fernsehnachrichten“, in der sie 1984 auch die erste Nachrichtensprecherin des privatrechtlichen Fernsehens war. Für die erste Sondersendung über die Internationale Buchmesse Frankfurt, die von der „Programmgesellschaft für Kabel- und Satellitenrundfunk“, (PKS Ludwigshafen) gesendet wurde, interviewte sie u. a. Ernst Jandl und Hans Magnus Enzensberger. 1985 wechselte sie in die Magazin-Redaktion, die wöchentlich jeweils sonntags das einstündige FAZ-Fernsehmagazin „Fazit“ auf SAT.1 sendete. Ab 1986 hieß das wöchentlich ausgestrahlte, nunmehr halbstündige Magazin „FAZetten“. 1987 realisierte sie zusammen mit Wenzel Jacob im Auftrag der FAZ einen Dokumentarfilm über die „documenta 8“ in Kassel, der als VHS auf den Markt kam und auch im Rahmen der documenta-Besucherschule von Bazon Brock gezeigt wurde.
Lehraufträge für Medien- und Literaturwissenschaft führten sie an die Hochschulen von Marburg, Frankfurt/M., Darmstadt, Mainz, Trier und Gießen. Seit der ersten Ausgabe von "Medienwissenschaft. Rezensionen" 1984 war sie Autorin dieser Zeitschrift.
Seit 1994 lehrte Annette Deeken Medienwissenschaft mit dem Schwerpunkt Mediengeschichte an der Universität Trier. Dort habilitierte sie sich im Jahr 2000 mit einer Arbeit über Reisefilme. Seit 2003 war sie Kommissionsmitglied der Filmbewertungsstelle Wiesbaden (FBW). Seit 2007 war sie an der Universität Trier außerplanmäßige Professorin.

## Werke
1996 erschien ihre kulturhistorische Studie über die deutschen Frauenreisen in den Orient. „Das Buch ist eine höchst angenehme Lektüre“, urteilte die Orientalistin Annemarie Schimmel, „kenntnisreich und spannend, sehr gut recherchiert und dargestellt.“ Und Die Zeit schrieb: „Deeken und Bösel gehören einer Frauengeneration an, die sich von einer unkritischen Bewunderung dieser Reisepionierinnen längst verabschiedet hat. Ihr Buch ist ein Sittenbild des 19. Jahrhunderts, angereichert mit Hintergrundinformationen zur herrschenden Moral, zur deutschen Orientpolitik und gespickt mit biographischen Anmerkungen.“
In der Reihe film.kunst des Museums für Film und Fernsehfilm Deutsche Kinemathek erschien anlässlich der Ausstellung über Ulrike Ottinger ihr Essay „Wie die Farbe des Himmels nach dem Regen. Die poetischen Bildwelten der Ulrike Ottinger“. Der Beitrag wurde ins Polnische und Englische übersetzt und 2022 bei Katharina Sykora auch in ihrem Buch Zwischenwelten abgedruckt.
2018 erschien ihr Hörbuch Jenny und Karl Marx: Eine Liebe in Briefen, 2019 ihr Buch Reisemedien um 1900: Eine Kulturgeschichte. In einer Rezension hieß es: „Deeken erzählt auf leicht verständliche Weise und veranschaulicht ihre Ausführungen durch sowohl gut ausgewähltes, wie gut reproduziertes Bildmaterial.“

## Publikationen
- Seine Majestät das ich. Zum Abenteuertourismus Karl Mays (= Abhandlungen zur Kunst-, Musik- und Literaturwissenschaft. Band 339). Bouvier, Bonn 1983, ISBN 3-416-01757-9. (zugleich: Dissertation, Universität Marburg, 1983)
- Annette Deeken: May, Karl. In: Neue Deutsche Biographie (NDB). Band 16, Duncker & Humblot, Berlin 1990, ISBN 3-428-00197-4, S. 519–522 (Digitalisat).
- mit Monika Bösel: An den süßen Wassern Asiens. Frauenreisen in den Orient. Campus-Verlag, Frankfurt am Main/New York 1996, ISBN 3-593-35563-9.
- Fernsehklassiker (= Aufsätze zu Film und Fernsehen. Band 59). Coppi-Verlag, Alfeld 1998, ISBN 3-930258-58-7.
- Reisefilme. Ästhetik und Geschichte. Mit einem Vorwort von Wim Wenders (= Schriftenreihe Filmstudien. Band 38). Gardez!-Verlag, Remscheid 2004, ISBN 3-89796-130-X. (zugleich: Habilitationsschrift, Universität Trier, 2000)
- „Geschichte und Ästhetik des Reisefilms“. In: Jung, Uli/Loiperdinger, Martin (Hrsg.): Geschichte des dokumentarischen Films in Deutschland. Bd. 1: Kaiserreich (1895–1918). Stuttgart: Reclam, 2005, S. 299–323
- Voyage op Trier. Amateurfilme aus Luxemburg. Universität Trier, Trier 2006, ISBN 3-00-017018-9.
- Annette Deeken: »Wie die Farbe des Himmels nach dem Regen«. (PDF) Die poetischen Bildwelten der Ulrike Ottinger. deutsche-kinemathek.de, 2007, archiviert vom Original am 27. Mai 2014; abgerufen am 30. Juli 2023.
- Die Erfindung des DEFA-Indianers. Eine deutsch-deutsche Mediengeschichte. S. 158–180 In: Thomas Koebner (Hrsg.): Indianer vor der Kamera. München: edition text + kritik, 2011
- Die weisse Hölle vom Piz Palü / The White Hell of Pitz Palu. In: Joseph Garncarz/Annemone Ligensa (Hrsg.): The Cinema of Germany. New York: Columbia University Press, 2012
- PREMIER PRIX DE VIOLONCELLE, 1907. Der erste und sehr „barocke“ Cello-Film – und die Anfänge der Tonkonserve. In: Barock. Violoncello. Festschrift für Gerhart Darmstadt zum 60. Geburtstag. Trier 2012, S. 83–95